# Kunsthal
En kunsthal eller udstillingsbygning er en institution, der i sine lokaler udstiller kunst. I modsætning til kunstmuseer har kunsthaller typisk ingen samling selv, men indlåner værker til den enkelte udstilling.

## Kunsthaller i Danmark
- Charlottenborg (bygningen rummer også andre institutioner)
- Den Frie
- Kunsthal Aarhus
- Nikolaj Kunsthal
- Rønnebæksholm
- Viborg Kunsthal
- Kunsthal NORD

| Kunst | Spire Denne artikel om kunst er en spire som bør udbygges. Du er velkommen til at hjælpe Wikipedia ved at udvide den. |